# فرودگاه لونه‌سوم پینه
فرودگاه لونه‌سوم پینه (به انگلیسی: Lonesome Pine Airport) یک فرودگاه همگانی با کد یاتا LNP است که یک باند فرود آسفالت () دارد و طول باند آن ۱۶۰۹ متر است. این فرودگاه در کشور ایالات متحده آمریکا قرار دارد و در ارتفاع ۸۱۸٫۱ متری از سطح دریا واقع شده است.